# Pharsalia suturalis
Pharsalia suturalis är en skalbaggsart som beskrevs av Aurivillius 1920. Pharsalia suturalis ingår i släktet Pharsalia och familjen långhorningar. Inga underarter finns listade i Catalogue of Life.